# Juchnowiec Kościelny
Juchnowiec Kościelny è un comune rurale polacco del distretto di Białystok, nel voivodato della Podlachia.
Ricopre una superficie di 172,06 km² e nel 2004 contava 12 987 abitanti.